# Друзья (7-й сезон)
Седьмой сезон американского телесериала «Друзья», премьера которого состоялась на канале NBC 12 октября 2000 года, а заключительная серия вышла 17 мая 2001 года, состоит из 24 эпизодов.

## Сюжет
Моника и Чендлер начинают готовиться к свадьбе.
Квартира Фиби восстановлена, но теперь вместо двух спален остаётся одна. Поэтому Рэйчел остаётся жить у Джоуи.
Сериал «Мак и Г.А.З.» (в оригинале «Mac and C.H.E.E.S.E.») отменён. Зато Джоуи снова получает роль доктора Дрейка Рэморе в «Днях нашей жизни». Однако его герой на протяжении всего сезона лежит в коме.
Накануне свадьбы Чендлер пугается и исчезает. Друзья скрывают это от Моники и ищут его самостоятельно. Рэйчел и Фиби находят в туалете Моники положительный тест на беременность. Чендлер, подслушав их разговор о беременности Моники, решает вернуться. Но на свадьбе выясняется, что Моника не беременна и тест вовсе не её.

## В ролях
- Дженнифер Энистон — Рэйчел Грин
- Кортни Кокс — Моника Геллер
- Лиза Кудроу — Фиби Буффе
- Мэтт Леблан — Джоуи Триббиани
- Мэттью Перри — Чендлер Бинг
- Дэвид Швиммер — Росс Геллер

## Эпизоды
| № общий | № в сезоне | Название                                                                                              | Режиссёр                        | Автор сценария                                                                       | Дата премьеры   | Зрители в США (млн) |
| --- | ---------- | --- | ------------------------------- | ------------------------------------------------------------------------------------ | --------------- | ------------------- |
| 147 | 1          | «The One with Monica's Thunder» «Эпизод с вечеринкой Моники»                                          | Кевин С. Брайт                  | Сюжет : Уил Кэлхун Телесценарий : Дэвид Крейн и Марта Кауффман                       | 12 октября 2000 | 25.54               |
| Друзья празднуют помолвку Чендлера и Моники. Росс и Рэйчел вспоминают, что у них не было прощального секса, и пытаются наверстать упущенное. Чендлер волнуется из-за неудачи в спальне. Джоуи пытается доказать, что может играть 19-летнего парня. Фиби хочет играть на гитаре на свадьбе Моники и Чендлера, однако пара на это не согласна. Моника злится, что её помолвка не в центре внимания, и ссорится с Рэйчел, так как та «задула её огонь». |            | |                                 |                                                                                      |                 |                     |
| 148 | 2          | «The One with Rachel's Book» «Эпизод с книгой Рэйчел»                                                 | Майкл Лембек                    | Эндрю Рейх и Тед Коэн                                                                | 12 октября 2000 | 27.93               |
| Моника узнала, что родители потратили деньги, отложенные на её свадьбу, на дом на пляже. Паре срочно нужно придумать, откуда взять денег. Оказывается, у Чендлера есть приличные сбережения, но он не хочет потратить их на один вечер. Моника и Чендлер ссорятся. Джоуи находит эротический роман, который читает Рэйчел, и начинает подшучивать над ней. Фиби переезжает к Россу. Росс неожиданно пробует себя в роли массажиста. |            | |                                 |                                                                                      |                 |                     |
| 149 | 3          | «The One with Phoebe's Cookies» «Эпизод с печеньем Фиби»                                              | Гэри Халворсон                  | Шерри Билсинг и Эллен Пламмер                                                        | 19 октября 2000 | 22.70               |
| Фиби хочет подарить Монике рецепт печенья своей бабушки от «Нэслэ Тулуз», но рецепт сгорел при пожаре. Они пытаются восстановить рецепт по последнему кусочку замороженного теста. Выясняется, что это рецепт с упаковки печенья Nestlé Toll House. Рэйчел учит Джоуи плавать на яхте, но оказывается слишком строгим учителем. Чендлер играет в теннис с отцом Моники и Росса и попадает в неудобную ситуацию в сауне. |            | |                                 |                                                                                      |                 |                     |
| 150 | 4          | «The One with Rachel's Assistant» «Эпизод с ассистентом Рэйчел»                                       | Дэвид Швиммер                   | Брайан Бойл                                                                          | 26 октября 2000 | 22.66               |
| Рэйчел выбирает себе ассистента и останавливается на молодом привлекательном парне, Тэге Джонсе, но вынуждена скрывать свое отношение к нему. Джоуи вновь выпадает возможность играть в сериале «Дни нашей жизни», при этом его сериал «Мак и Ч. И. З.» закрывают. Кстати, роль — человек, лежащий в коме, с перевязанной головой. Чендлер, Росс и Моника раскрывают тайны друг друга. Выясняется, что Моника до сих пор не умеет определять время по стрелкам, Чендлер целовался с парнем, а Росс спал с уборщицей-пенсионеркой в колледже. |            | |                                 |                                                                                      |                 |                     |
| 151 | 5          | «The One with the Engagement Picture» «Эпизод с фотографией для помолвки»                             | Гэри Халворсон                  | Сюжет : Эрл Дэвис Телесценарий : Пэтти Лин                                           | 2 ноября 2000   | 24.43               |
| Чендлер не получается на фотографиях: его улыбка просто ужасна, а им с Моникой предстоит сфотографироваться для объявления о помолвке. Джоуи учит Тэга флирту, что очень не нравится Рэйчел. Фиби и Росс встречаются с разведённой парой и сами ссорятся будто после развода. В итоге бывшие уходят от Росса и Фиби, потому что понимают, что всё ещё любят друг друга. |            | |                                 |                                                                                      |                 |                     |
| 152 | 6          | «The One with the Nap Partners» «Эпизод со спящими»                                                   | Гэри Халворсон                  | Брайан Букнер и Себастьян Джонс                                                      | 9 ноября 2000   | 22.01               |
| Джоуи и Росс засыпают в обнимку, и им это понравилось. Они ищут повод снова поспать вместе, не забывая о том, что это выглядит странно. Фиби и Рэйчел борются за роль подружки невесты Моники. Росс и Джоуи устраивают для них соревновательную викторину. Побеждает Фиби, но в итоге отдает свое место Рэйчел, потому что знает, как будет вести себя Моника. Чендлер собирается извиниться перед подругой детства, с которой порвал из-за того, что та потолстела. |            | |                                 |                                                                                      |                 |                     |
| 153 | 7          | «The One with Ross's Library Book» «Эпизод с библиотечной книгой Росса»                               | Дэвид Швиммер                   | Скотт Силвери                                                                        | 16 ноября 2000  | 23.73               |
| Росс радуется тому, что его научная работа оказалась в библиотеке. Но затем он узнаёт, что она находится в месте, где студенты занимаются сексом. Росс встает на охрану своего научного труда, в итоге сам оказывается выставленным вон. Джоуи задумывается о серьезных отношениях, а его девушка не хочет отношений. Моника и Чендлер встречают Дженис, и та думает, что приглашена на свадьбу. Монике приходится сказать Дженис, что Чендлер до сих пор в неё влюблен, чтобы отвязаться. |            | |                                 |                                                                                      |                 |                     |
| 154 | 8          | «The One Where Chandler Doesn't Like Dogs» «Эпизод, в котором выясняется, что Чендлер не любит собак» | Кевин С. Брайт                  | Пэтти Лин                                                                            | 23 ноября 2000  | 16.57               |
| Выпуск посвящён Дню благодарения. Чендлер рассказывает об игре, в которой необходимо назвать все 50 штатов за определённое время (пока никому это не удавалось). Росс даёт обещание не есть праздничный ужин, пока не вспомнит все штаты. В итоге он прибегает ночью с полным списком, чтобы поесть, но Чендлер все равно обнаруживает ошибку. Фиби приносит с улицы собаку, а Чендлер признается, что боится собак. Рэйчел приглашает на обед Тэга, который только что расстался со своей девушкой. Благодаря Джоуи, который случайно рассказал о чувствах Рэйчел Тэгу, выясняется, что Тэгу так же нравится Рэйчел. |            | |                                 |                                                                                      |                 |                     |
| 155 | 9          | «The One with All the Candy» «Эпизод со всеми конфетами»                                              | Дэвид Швиммер                   | Уил Кэлхун                                                                           | 7 декабря 2000  | 21.08               |
| Моника хочет познакомиться с соседями по дому и печёт вкуснейшее праздничное печенье. Однако, соседи наглеют и почти доводят Монику до нервного срыва. Росс дарит Фиби её первый велосипед, но Фиби не умеет ездить. Россу приходится её учить. Об отношениях Рэйчел и Тэга чуть не узнаёт их начальство. |            | |                                 |                                                                                      |                 |                     |
| 156 | 10         | «The One with the Holiday Armadillo» «Эпизод с Рождественским Броненосцем»                            | Гэри Халворсон                  | Грегори Малинс                                                                       | 14 декабря 2000 | 23.26               |
| Выпуск посвящён Рождеству. Росс хочет объяснить Бену, что такое Ханука. Однако, в костюмированном магазине остался только костюм броненосца. Позднее приходят Чендлер в костюме Санты и Джоуи в костюме Супермэна. Квартира Фиби отремонтирована, и Фиби боится, что Рэйчел не захочет с ней жить, и делает всё для того, чтобы омрачить жизнь Рэйчел у Джоуи: дарит барабаны и тарантула. |            | |                                 |                                                                                      |                 |                     |
| 157 | 11         | «The One with All the Cheesecakes» «Эпизод с сырными пирогами»                                        | Гэри Халворсон                  | Шана Голдберг-Миэн                                                                   | 4 января 2001   | 24.37               |
| Рэйчел и Чендлер съедают сырный пирог, который предназначался кому-то другому. Затем они воруют ещё один пирог и пытаются его поделить. Дэвид, учёный-друг Фиби, приезжает в город всего на одну ночь, но Фиби обещала пойти на ужин с Джоуи. Кузина не пригласила Монику на свадьбу, и Росс, которого пригласили, берёт её с собой. Она приходит туда и узнаёт почему её не хотели приглашать. Россу на празднике тоже не очень повезло: его постоянно хотела поцеловать старая родственница. |            | |                                 |                                                                                      |                 |                     |
| 158 | 12         | «The One Where They're Up All Night» «Эпизод, в котором никто не спит»                                | Кевин С. Брайт                  | Закари Розенблатт                                                                    | 11 января 2001  | 22.86               |
| Росс приглашает друзей на крышу, чтобы понаблюдать за кометой Бапштейна-Кинга. Друзья проводят ночь без сна, но по разным причинам: Моника и Чендлер не могут уснуть; Рэйчел и Тэг ищут документы в офисе; Росс и Джоуи оказываются запертыми на крыше; в квартире Фиби не умолкает пожарная сигнализация. |            | |                                 |                                                                                      |                 |                     |
| 159 | 13         | «The One Where Rosita Dies» «Эпизод, в котором Розита умирает»                                        | Стивен Прайм                    | Сюжет : Эллен Пламмер и Шерри Билсинг Телесценарий : Брайан Букнер и Себастьян Джонс | 1 февраля 2001  | 22.24               |
| Моника и Росс узнают, что их родители продают свой дом, и отправляются помогать разбирать вещи. Моника жалуется, что родители любят Росса больше чем её, а подтверждением этого стало то, что коробки с её вещами оказались барьером для подтекающей стены, а коробки Росса — сухие и в полной сохранности. Чтобы её утешить, отец дарит Монике свой Porsche. Фиби устраивается на работу в «магазин по телефону» по продаже тонеров и спасает от самоубийства одного из клиентов. Рэйчел ломает кресло Джоуи — «Розиту». В утешение она ведет Джоуи в магазин, чтобы купить новое кресло: La-Z-Boy E-Cliner 3000. В это время Чендлер думает, что это он сломал кресло, и меняет его на своё. Когда Джоуи и Рэйчел возвращаются, они думают, что Розиту починили ангелы кресел; Рэйчел забирает новое кресло себе, Джоуи ревнует и повторно ломает свое кресло (кресло Чендлера). |            | |                                 |                                                                                      |                 |                     |
| 160 | 14         | «The One Where They All Turn Thirty» «Эпизод, в котором всем исполняется по 30»                       | Бен Вайс                        | Сюжет : Ванесса Маккарти Телесценарий : Эллен Пламмер и Шерри Билсинг                | 8 февраля 2001  | 22.40               |
| Рэйчел отмечает своё 30-летие, но она не рада этому событию. Она осознает, что Тэг слишком молод (ему 24-25) для неё и порывает с ним. Друзья вспоминают свои юбилеи: Джоуи плачет и кричит господу: «За что? Мы же договорились: пусть все стареют, а не я!» На юбилей Чендлера, он опять плачет («Теперь и Чендлер…»). Моника напивается перед своей вечеринкой, и друзья пытаются это скрыть перед гостями. Фиби скачет на фитболе по улице, а затем узнаёт от своей сестры, что ей на самом деле 31, а она не успела переделать кучу дел до этой даты. А Росс на свое тридцатилетие купил красный спортивный кабриолет, который застревает на парковке. |            | |                                 |                                                                                      |                 |                     |
| 161 | 15         | «The One with Joey's New Brain» «Эпизод c новым мозгом Джоуи»                                         | Кевин С. Брайт                  | Сюжет : Шерри Билсинг и Эллен Пламмер Телесценарий : Эндрю Рейх и Тед Коэн           | 15 февраля 2001 | 21.75               |
| Персонажу «Дней нашей жизни», которого исполняет Джо, пересаживают мозг. Для этого ему приходится больше практиковаться в актерской игре у звезды сериала Сесилии Монро (Сьюзан Сарандон), которая играла в этом сериале с самого его начала. Дело доходит до постели. Росс готовит «сюрприз» для свадьбы Моники и Чендлера — игра на волынке, однако у него не очень получается. Фиби и Рэйчел находят телефон симпатичного парня из кафе и соревнуются, кто же пойдет с ним на свидание. В итоге за телефоном приходит пожилой мужчина, и Фиби умоляет Рэйчел уступить. |            | |                                 |                                                                                      |                 |                     |
| 162 | 16         | «The One with the Truth About London» «Эпизод со всей правдой о Лондоне»                              | Дэвид Швиммер                   | Сюжет : Брайан Букнер и Себастьян Джонс Телесценарий : Закари Розенблатт             | 22 февраля 2001 | 21.22               |
| Джоуи становится священником через интернет, чтобы обручить Монику и Чендлера. Рэйчел остаётся присматривать за Беном и учит его нескольким розыгрышам. Чендлер узнаёт, что первую ночь, которую они с Моникой провели вместе, на самом деле должна быть ночью Моники и Джоуи. |            | |                                 |                                                                                      |                 |                     |
| 163 | 17         | «The One with the Cheap Wedding Dress» «Эпизод с дешёвым свадебным платьем»                           | Кевин С. Брайт                  | Сюжет : Брайан Букнер и Себастьян Джонс Телесценарий : Эндрю Рейх и Тед Коэн         | 15 марта 2001   | 20.84               |
| Моника с девчонками подбирают одежду для предстоящей свадьбы: сначала они выбирают платье в дорогом бутике, а затем хотят купить его на распродаже, но планы рушатся, когда платье перехватывает новая знакомая Моники. Джоуи и Росс спорят из-за одной девушки, которой оба назначили свидания. Чтобы выиграть приходится применять секретные оружия. |            | |                                 |                                                                                      |                 |                     |
| 164 | 18         | «The One with Joey's Award» «Эпизод с наградой Джоуи»                                                 | Гэри Халворсон                  | Сюжет : Шерри Билсинг и Эллен Пламмер Телесценарий : Брайан Бойл                     | 29 марта 2001   | 17.81               |
| Джоуи номинирован на награду для актёров телевизионных сериалов — «Мыло» (анг. Soup), но так её и не получает. Джоуи хочет любой ценой получить приз и забирает награду своей коллеги по сериалу себе. Один из студентов Росса признаётся ему в любви, чтобы получить более высокий балл. Затем к нему приходит другой студент с той же проблемой. |            | |                                 |                                                                                      |                 |                     |
| 165 | 19         | «The One with Ross and Monica's Cousin» «Эпизод с кузиной Росса и Моники»                             | Гэри Халворсон                  | Эндрю Рейх и Тед Коэн                                                                | 19 апреля 2001  | 16.55               |
| Приезжает Кейси (Дениз Ричардс), кузина Росса и Моники. Она производит впечатление на Чендлера, Росса и даже Фиби, поэтому Кейси переселяется от одного друга к другому. Рэйчел и Фиби срочно готовят девичник для Моники. На пробах Джоуи врёт, что ему не делали обрезания и Моника пытается ему помочь, изготовив «недостающую часть» из подручных материалов. |            | |                                 |                                                                                      |                 |                     |
| 166 | 20         | «The One with Rachel's Big Kiss» «Эпизод с Великим Поцелуем Рэйчел»                                   | Гэри Халворсон                  | Скотт Силвери и Шана Голдберг-Миэн                                                   | 26 апреля 2001  | 16.30               |
| Рэйчел встречает подругу Мелиссу (Вайнона Райдер), с которой они однажды целовались в колледже. Фиби ей не верит. Чтобы это доказать, девушки идут на ужин. Мелисса все отрицает, но в конце вечера признается Рэйчел в любви. Потом Фиби тоже целует Рэйчел, чтобы «понять из-за чего весь сыр-бор». Джоуи узнаёт, что Моника не пригласила на свою свадьбу его родителей. Монике приходится изменять планы, что бы пригласить новых гостей. Чендлер и Росс выбирают себе костюмы на свадьбу, которые носили знаменитости. Россу достался костюм Вэла Килмера (Бэтмен), а Чендлеру — Пирса Броснана (Джеймс Бонд), и он расстроен. Однако костюм Росса не с презентации «Бэтмен навсегда», а из «слащавой мелодрамы, где Килмер играет слепого». |            | |                                 |                                                                                      |                 |                     |
| 167 | 21         | «The One with the Vows» «Эпизод с клятвами»                                                           | Гэри Халворсон                  | Доти Абрамс                                                                          | 3 мая 2001      | 15.65               |
| Чендлер и Моника пытаются написать клятвы для свадьбы и обращаются за помощью к друзьям. Друзья вспоминают прошлые годы. Данная серия имеет самый низкий рейтинг по просмотру. |            | |                                 |                                                                                      |                 |                     |
| 168 | 22         | «The One with Chandler's Dad» «Эпизод с отцом Чендлера»                                               | Кевин С. Брайт и Гэри Халворсон | Сюжет : Грегори Малинс Телесценарий : Брайан Букнер и Себастьян Джонс                | 10 мая 2001     | 17.23               |
| Чендлер и Моника отправляются в Лас-Вегас, чтобы пригласить отца Чендлера — Чарльза (Кэйтлин Тёрнер), на свадьбу. Для этого им приходится побывать на шоу трансвеститов, где Чарльз Бинг — звезда шоу. Рэйчел катается на Porsche Моники, превышает скорость, но ей удается избежать штрафа даже с просроченными правами. А вот Росс попадается за «слишком медленную езду». Фиби учит Джоуи «мужественности»: для этого необходимо носить женские трусики. |            | |                                 |                                                                                      |                 |                     |
| 169170 | 2324       | «The One with Monica and Chandler's Wedding» «Эпизод со свадьбой Моники и Чендлера»                   | Кевин С. Брайт                  | Грегори Малинс Марта Кауффман и Дэвид Крейн                                          | 17 мая 2001     | 30.05               |
| Джоуи получает роль в фильме о первой мировой войне. Его партнером по фильму становится Ричард Кросби (Гэри Олдмен), который плюётся, когда говорит свои реплики. Оказывается, это такая манера страстного актера, чему быстро учится Джоуи. После свадебной репетиции Чендлер пугается женитьбы и сбегает, оставляя записку: «Передайте Монике, что мне жаль». Родители Чендлера совершают постоянные нападки друг на друга. Ситуация осложняется, когда Фиби находит положительный тест на беременность в ванной и думает, что это тест Моники. Друзья ищут Чендлера, не говоря ничего Монике. Рэйчел пытается замедлить процесс подготовки у Моники. Джоуи задерживается на съёмках, так как его партнер по фильму в стельку пьян, и чуть не опаздывает на свадьбу. Рэйчел ищет священника на замену Джоуи, им оказывается греческий священник. Росс и Фиби находят Чендлера в его офисе. Оказывается, он испугался, что с их браком ничего не получится. Росс уговаривает его вернуться. Все думают, что Моника беременна, на самом деле, беременна Рэйчел. Моника и Чендлер произносят свои клятвы перед священником (Джоуи в костюме военного) и женятся. |            | |                                 |                                                                                      |                 |                     |

### Специальный эпизод
| № в сезоне | Название                                                                  | Ведущий        | Дата премьеры   | Зрители в США (млн) |
| ---------- | ------------------------------------------------------------------------- | -------------- | --------------- | ------------------- |
| S01        | «Friends: The Stuff You've Never Seen» «Друзья: то, что вы ещё не видели» | Конан О'Брайен | 15 февраля 2001 | 22.50               |